# کارول میکولی
کارول میکولی یا بستیکیان (ارمنی: Կարոլ Միկուլի یا Կարոլ Պստիկյան؛ لهستانی: Karol Mikuli؛ ۲۲ اکتبر ۱۸۲۱ – ۲۱ مهٔ ۱۸۹۷) نوازنده پیانو کلاسیک، آهنگساز سبک‌های رمانتیک و کلاسیک، رهبر ارکستر و آموزگار اهل ارمنی‌تبار سیسلتنیا (لهستان) بود.

## زندگی‌نامه
وی در ۲۲ اکتبر ۱۸۲۱ در چرنیوتسی به دنیا آمد وی فردریک شوپن و آموزش دید وی در ۲۱ مهٔ ۱۸۹۷ در سن ۷۷ سالگی در لویو درگذشت.

## نگارخانه

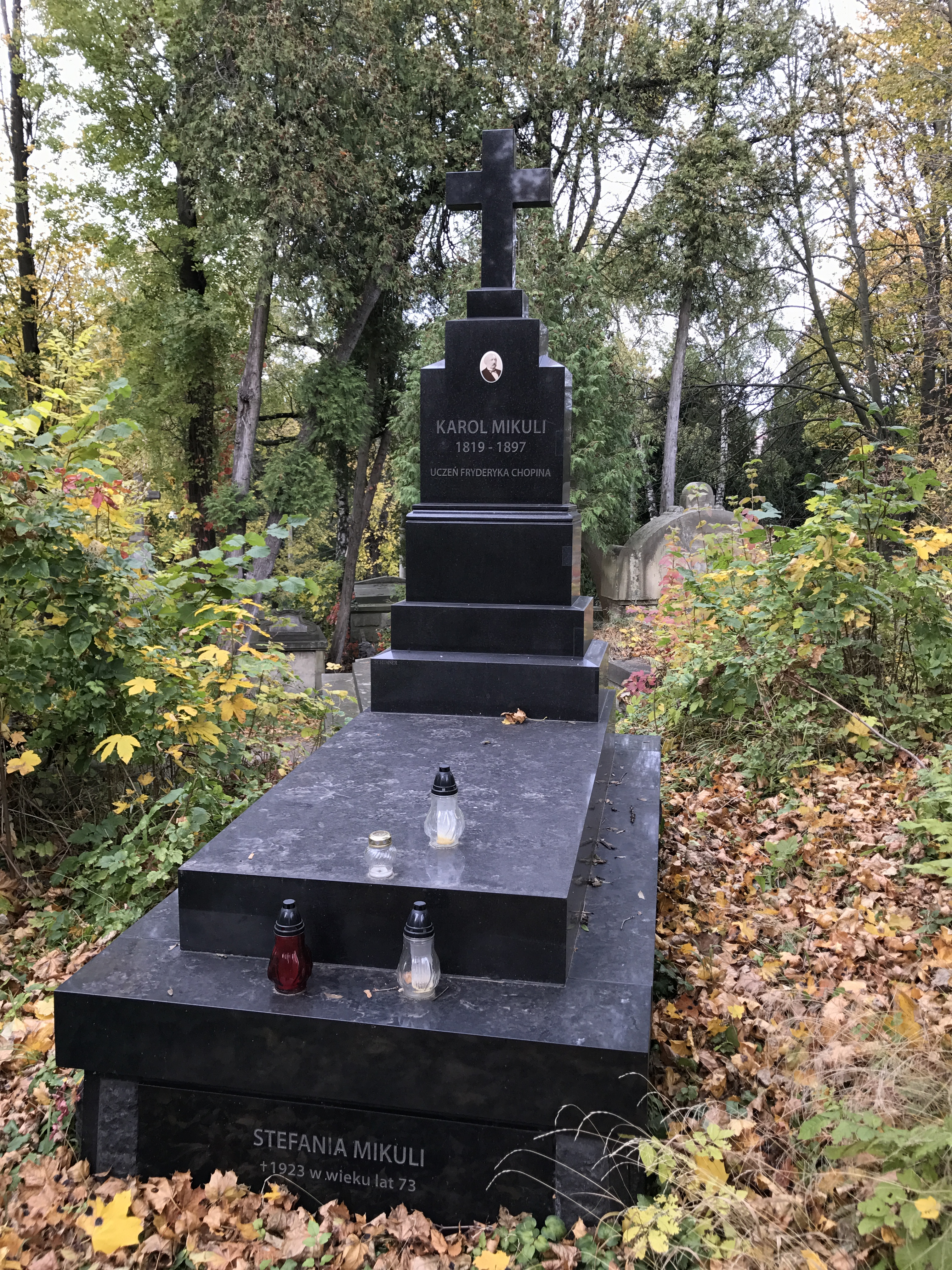